# Нагач (округ Трнава)
Нагач (словац. Naháč) — село, громада округу Трнава, Трнавський край. Кадастрова площа громади — 19.67 км².
Населення 386 осіб (станом на 31 грудня 2020 року).

## Історія
Нагач згадується 1426 року.

## Географія
Протікає Дубовський потік.

## Населення
| Рік:            | 1994. | 2004.   | 2014.   | 2024.    |
| --------------- | ----- | ------- | ------- | -------- |
| Кількість осіб: | 458   | 441     | 446     | 395      |
| Різниця:        |       | -3,71 % | +1,13 % | -11,43 % |

| Рік:            | 2023. | 2024.   |
| --------------- | ----- | ------- |
| Кількість осіб: | 396   | 395     |
| Різниця:        |       | -0,25 % |